# Мигійські пороги
48°01′24″ пн. ш. 30°57′42″ сх. д. / 48.02333° пн. ш. 30.96167° сх. д.

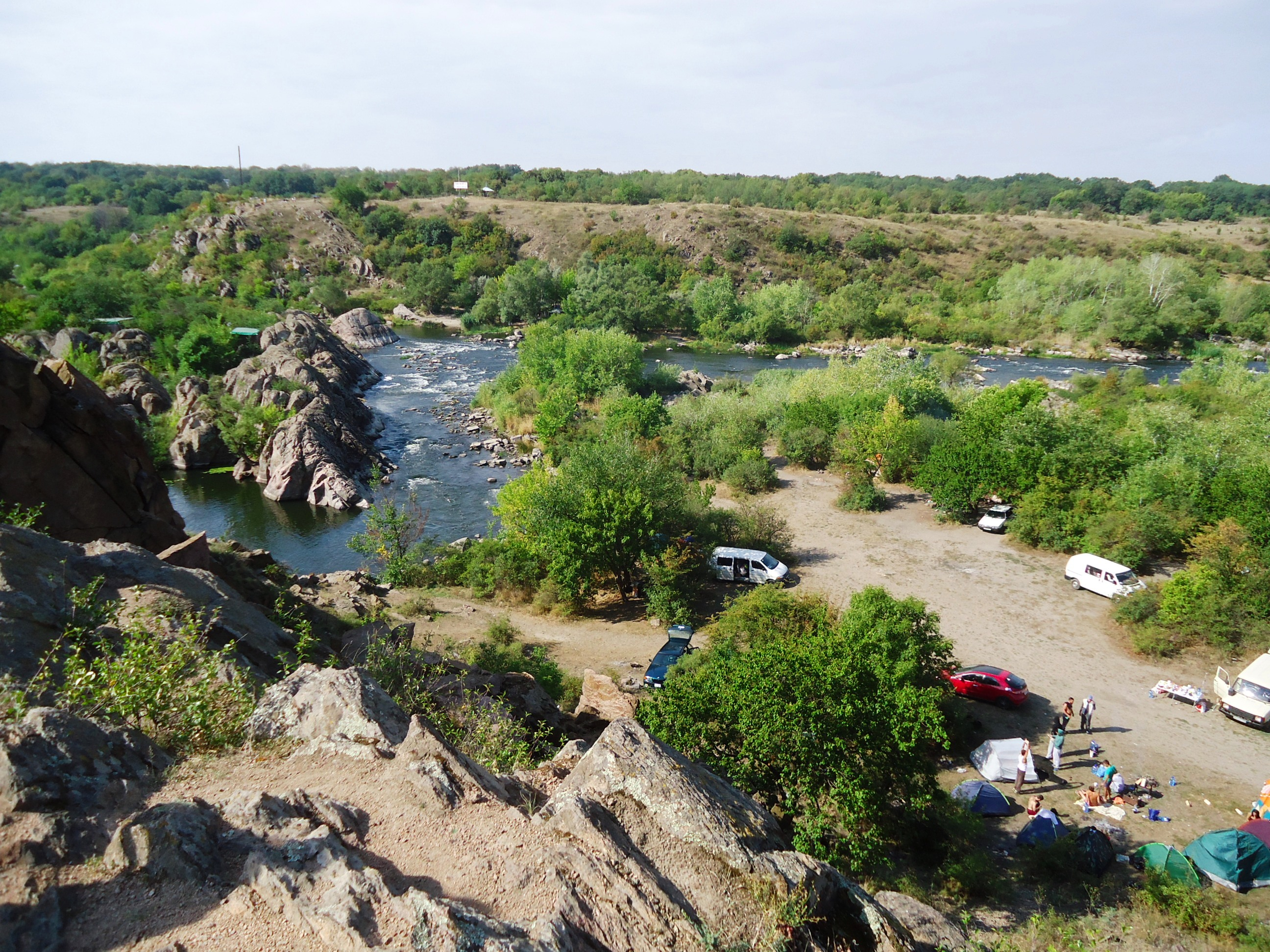
Мигійські пороги. Поріг "Інтеграл" [https://ssl.panoramio.com/photo/124529858

Мигійські пороги — ланцюг порогів і перекатів в районі села Мигія на річці Південний Буг (Миколаївська область, 330 км від Києва). Цей ланцюг включає пороги «Гарт», «Інтеграл» і «Червоні ворота». 
Мигійські пороги — одне з нечисленних місць в Україні, де в літню пору можна організувати тренування з техніки водного туризму і гребного слалому. Кожен рік, навесні та влітку сюди приїжджають сотні туристів. 
Навколо порогів організований регіональний ландшафтний парк «Гранітно-Степове Побужжя». Одне з найкрасивіших його місць — поріг Червоні ворота на річці Південний Буг, званий також Інтегралом через характерну форму. 

## Місцезнаходження
Google Maps[недоступне посилання з вересня 2019]

## Галерея

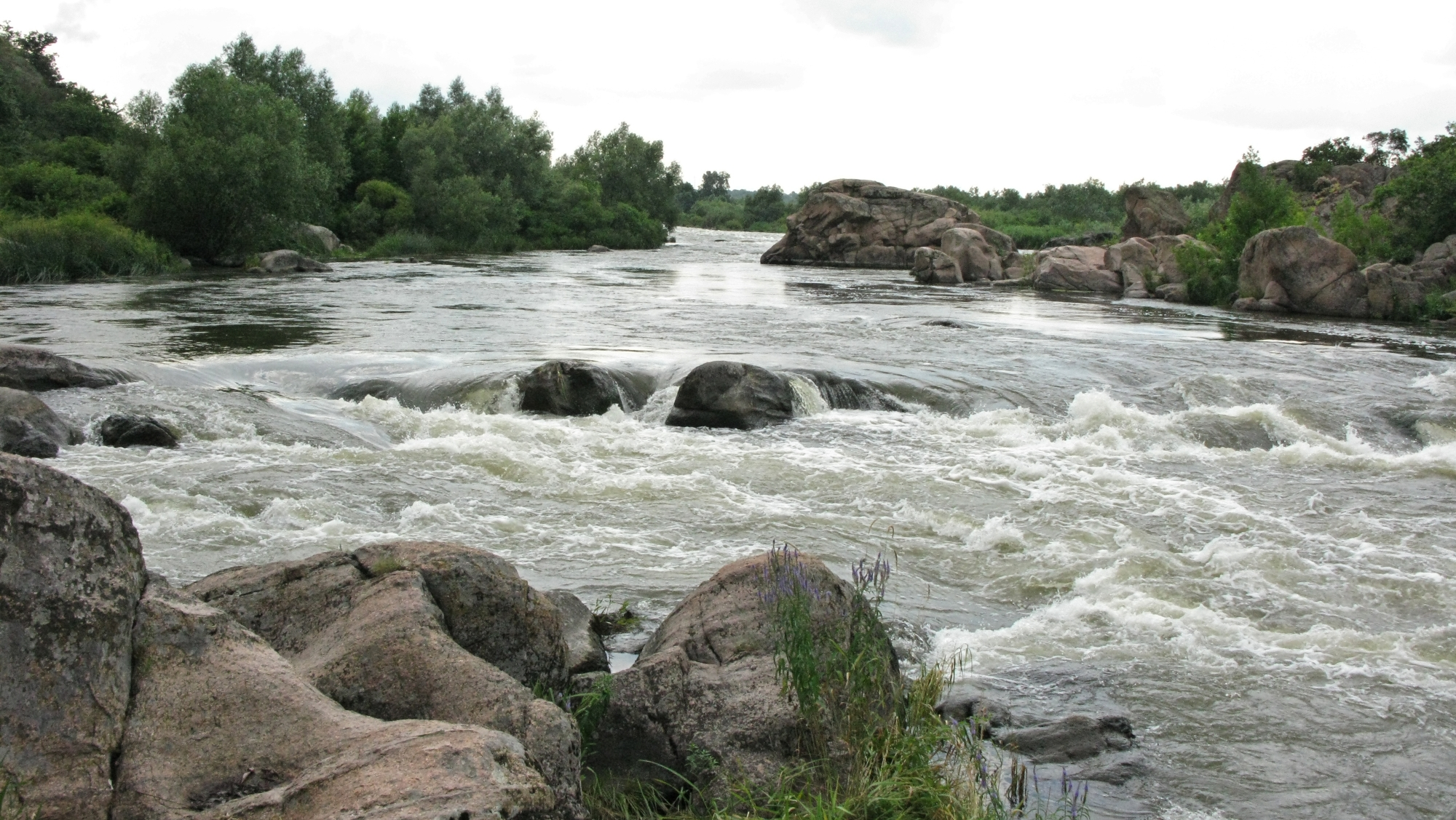
Мигійські пороги
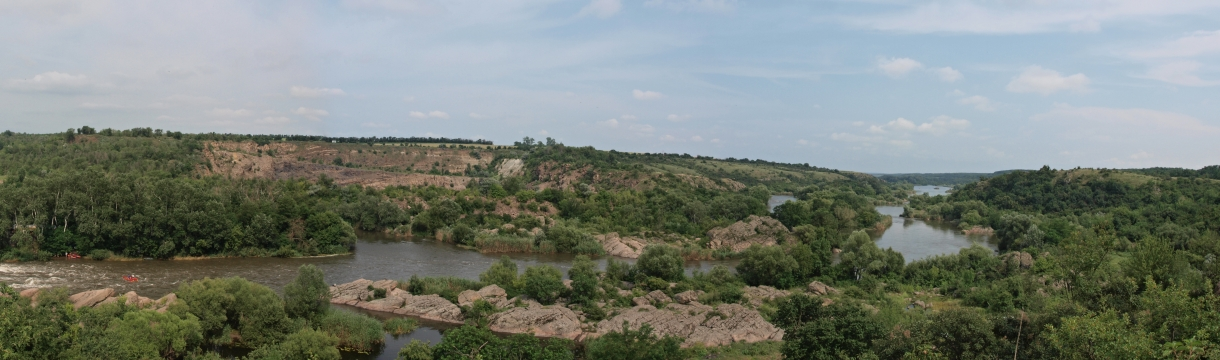
Панорама на Південний Буг
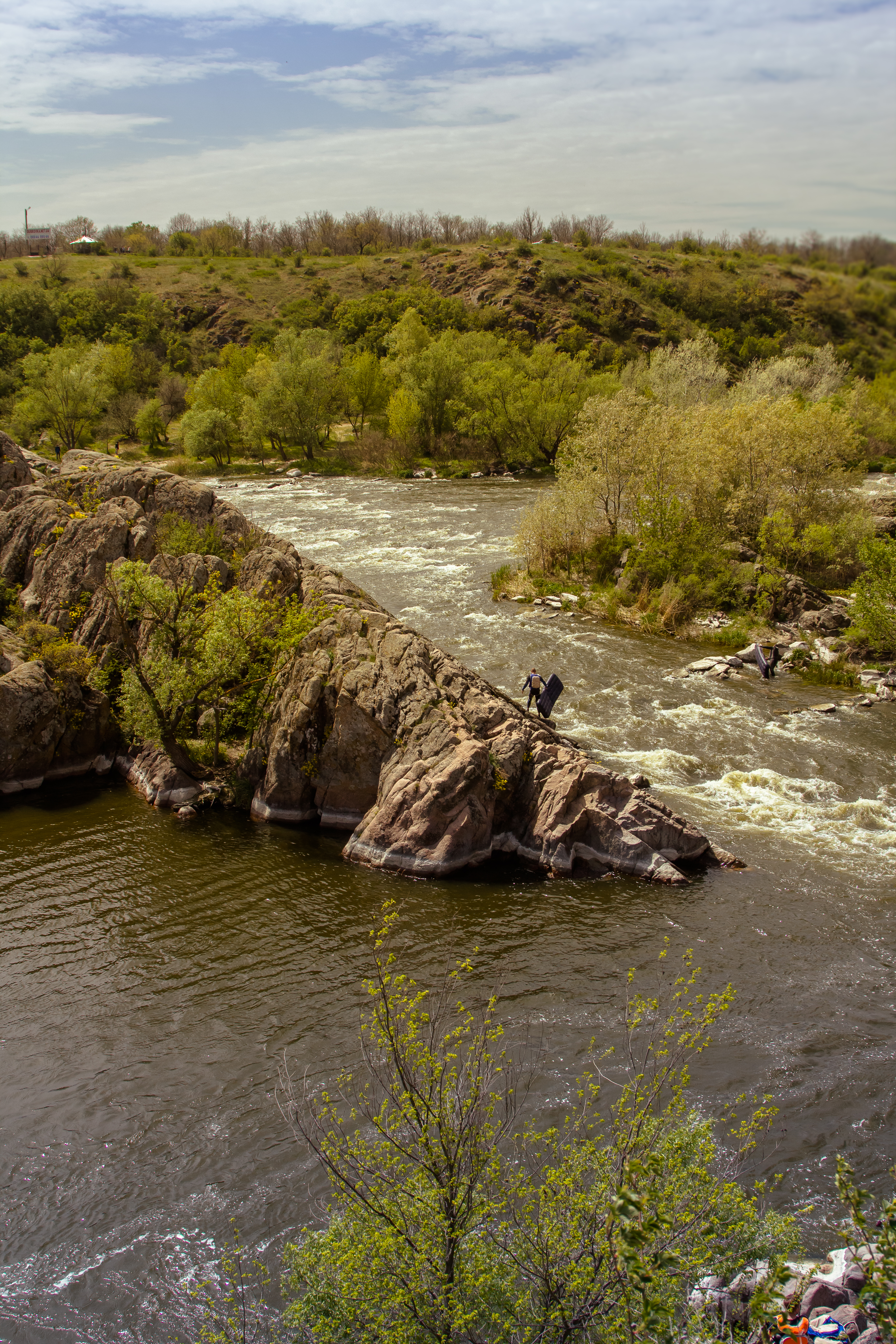
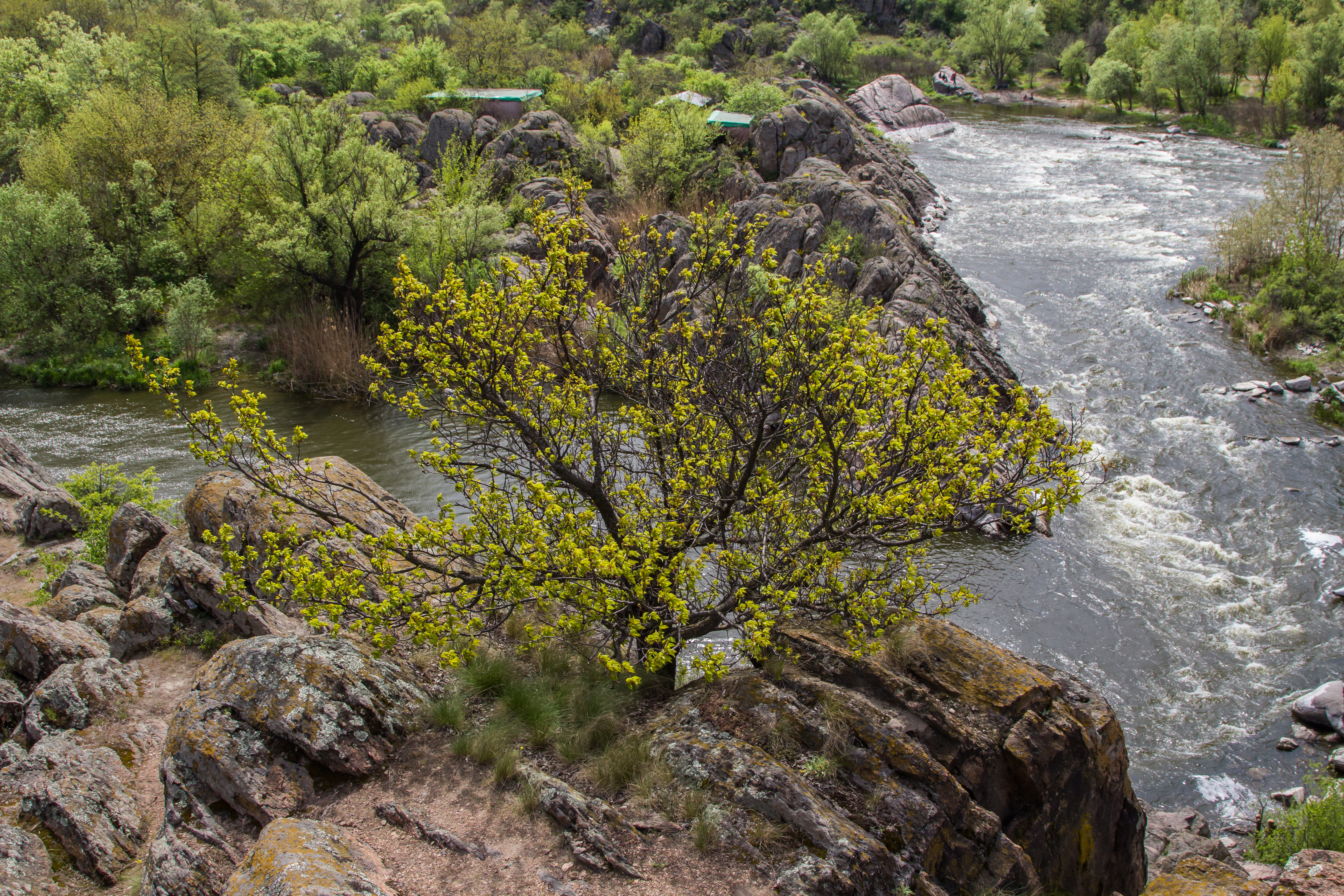
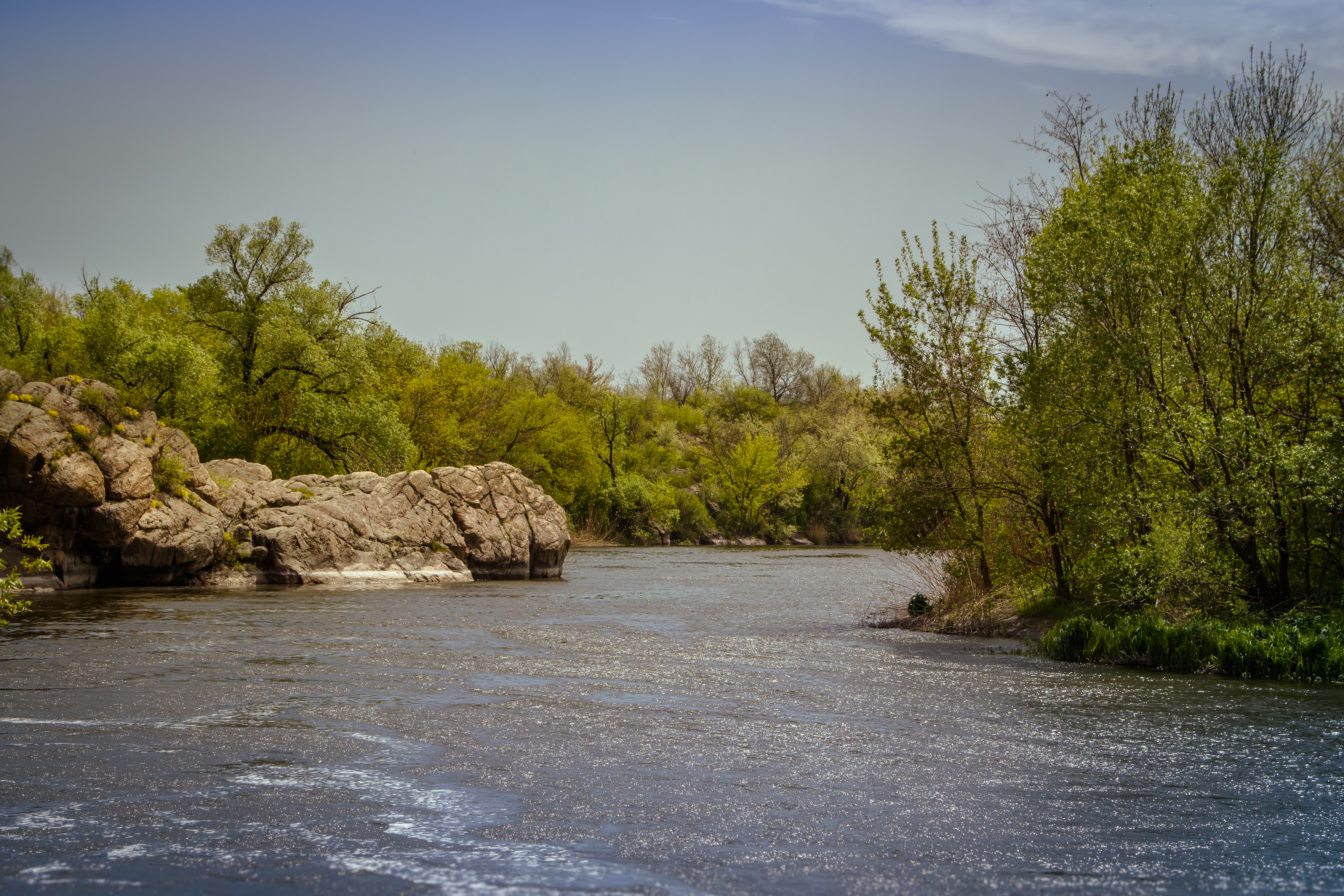
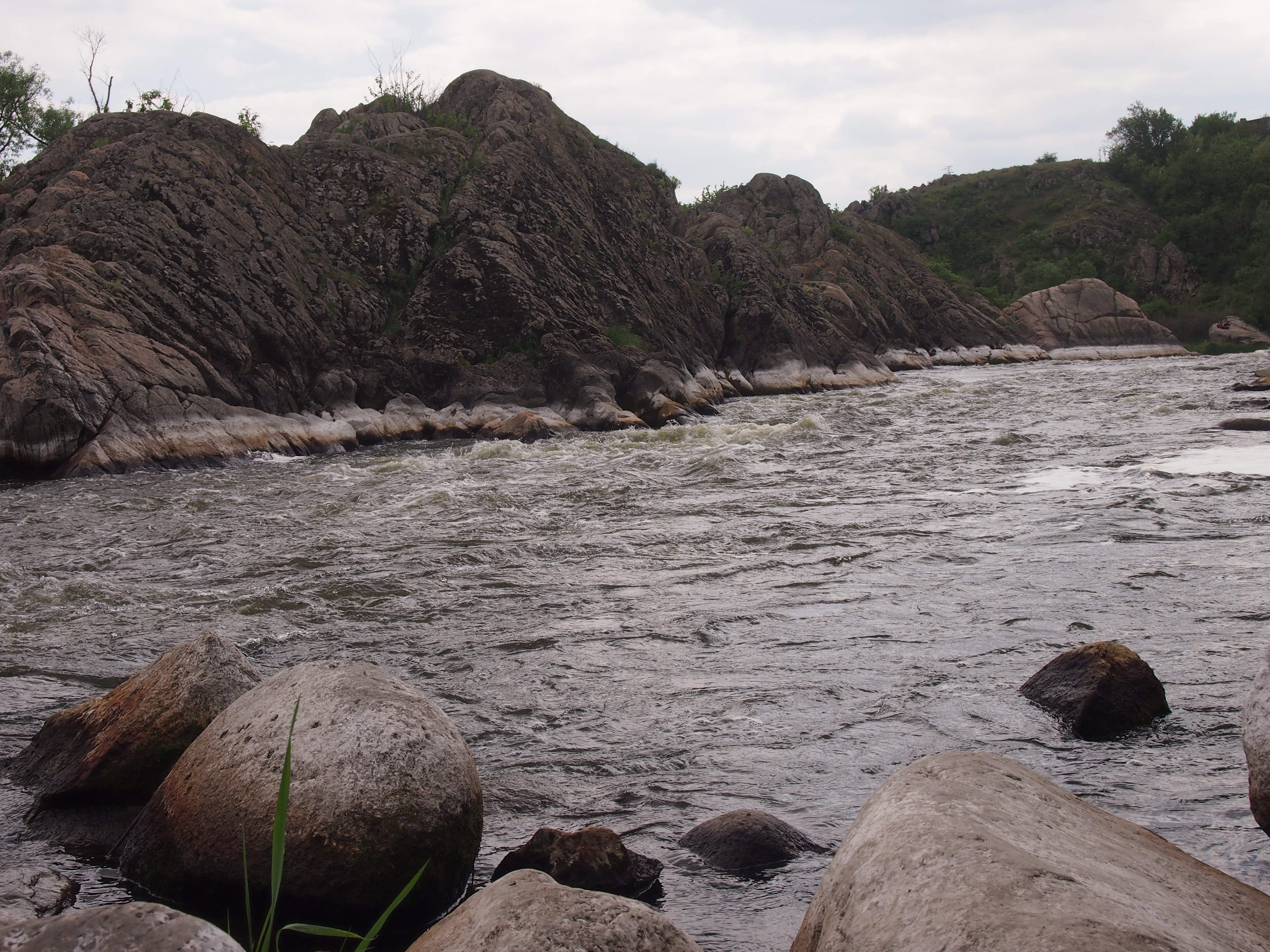
р.Південний Буг біля с.Мигія